# Индский дельфин
Индский дельфин, или малый гангский дельфин (лат. Platanista minor), — водное млекопитающее парвотряда зубатых китов, один из двух современных видов реликтового семейства гангских дельфинов (Platanistidae). Обитает в речной системе Инда на территории Пакистана, а также Индии. Вид неоднородно распределён по пяти небольшим субпопуляциям, разделённым ирригационными заграждениями. Индские дельфины не образуют выраженных социальных групп, но могут встречаться в слабоорганизованных скоплениях.  
Индский дельфин попеременно считался то отдельным видом, то подвидом гангского дельфина (Platanista gangetica). Согласно таксономической ревизии 2021 года, индский и гангский дельфины образуют два самостоятельных вида. Данная классификация была принята Международным союзом охраны природы, Обществом морской маммалогии и Американским обществом маммалогов. 
На языках коренных народов Пакистана и северо-западной Индии известен как bhulan («бхулан»). Индский дельфин является национальным символом Пакистана, наряду с мархуром и азиатским львом, и с 1974 года охраняется законом. 

## Таксономия

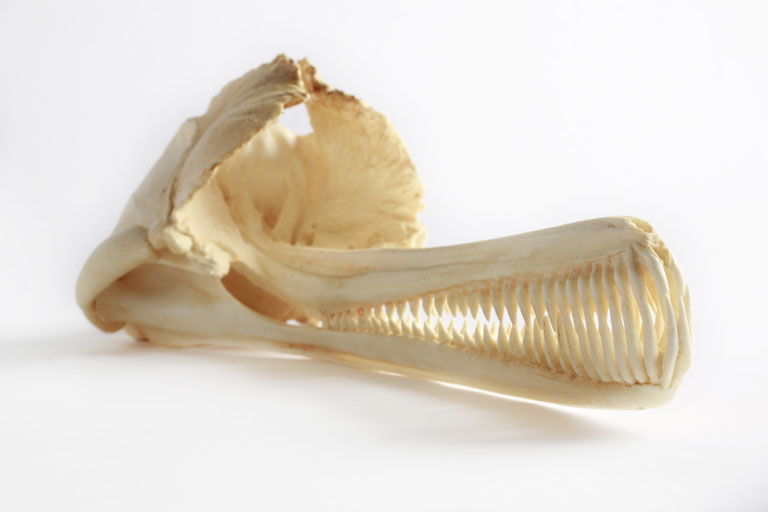
Копия черепа индского дельфина из коллекции Детского музея Индианаполиса

Индский дельфин был описан английским зоологом Ричардом Оуэном в 1853 году под названием Platanista gangetica, var. minor. Типовым экземпляром стал череп № 2481 (позже переименован в № 2936), который годом ранее доктор медицины Дэвид Уоллих подарил Хантерианскому музею Королевской коллегии хирургов Англии. Происхождение типового экземпляра не установлено, и в описании таксона типовая местность указана просто как «Инд». Череп вместе с десятками тысяч других остеологических образцов был уничтожен во время «Лондонского блица» в мае 1941 года, став жертвой бомбардировки. Вид Platanista indi, описанный в 1859 году английским зоологом Эдвардом Блитом, ныне считается младшим синонимом Platanista minor.
До 1970-х годов индского и гангского дельфинов относили к одному виду — Platanista gangetica. В 1970—1990-х годах этих дельфинов иногда выделяли в два самостоятельных вида: P. gangetica и P. indi (позже P. minor). Новая таксономия аргументировалась географической изоляцией, различиями в строении носовых гребней на черепе, шестого и седьмого шейных позвонков, а также в составе белков крови, и разным соотношением липидов холестерина в ворвани. Кроме того, Касуя (1972) отмечал, что длина хвоста индского дельфина больше, чем у гангского; этого, однако, по его мнению, недостаточно для выделения самостоятельных видов. С 1998 года и до недавних пор эти выводы обычно считались сомнительными по причине небольшой выборки образцов, в том числе малого количества исследованных взрослых особей, и отсутствия статистического анализа. Браулик и соавторы (2015) провели исследование митохондриальной ДНК индского и ганского дельфинов, которое показало, что эти два таксона всё же могут быть отдельными видами. В таксономической ревизии 2021 года Браулик и коллеги подытожили, что обе популяции достаточно отличны генетически и морфологически, чтобы их можно было считать самостоятельными видами.

## Эволюционная история
Индский и гангский дельфин являются филогенетическими реликтами семейства гангских дельфинов (Platanistidae) и надсемейства Platanistoidea, разошедшегося с предками клюворыловых и клады Delphinida около 29 млн лет. Традиционно гангских дельфинов и других пресноводных зубатых китов объединяли в группу речных дельфинов. Тем не менее, по современным представлениям гангские дельфины образуют отдельную эволюционную ветвь зубатых китов. Вопреки названию и внешнему сходству, ни один из «речных дельфинов» не относится к семейству дельфиновых (Delphinidae; собственно дельфины). 
Согласно откалиброванным байесовским молекулярным часам Браулика и соавторов (2015), индский и гангский дельфины разошлись около 550 000 лет назад. Предполагается, что их предки сначала заселили бассейн Ганга, а затем в ходе одного из сильных разливов реки с востока на запад проникли в воды Инда. В результате индская и гангская популяции оказались репродуктивно изолированными. 
По ныне опровергнутой точке зрения, в конце плиоцена современные Инд, Ганг и нижнее течение Брахмапутры представляли собой единую реку Индобрахма, тёкшую на запад, по которой дельфины могли свободно расселяться. Все недавние геоморфологические исследования свидетельствуют о том, что речные системы Инда и Ганга-Брахмапутры оставались раздельными на протяжении последних 45—55 миллионов лет.

## Описание

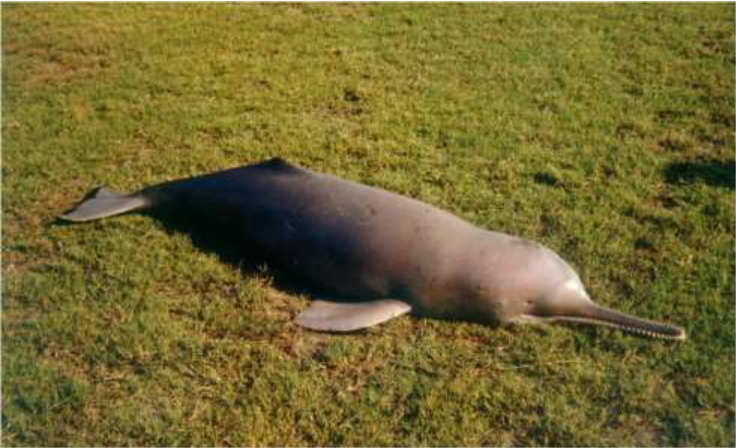
Туша индского дельфина

Тело индского дельфина сложено крепко. Это водное млекопитающее имеет гибкую шею и удлинённый клюв, на котором иногда могут быть слабо выраженные вибриссы. Спинной плавник небольшой, тогда как веслообразные грудные плавники весьма крупные. Окраска однородная, коричневато-серая. У некоторых особей снизу или вокруг клюва кожа обладает розоватым оттенком. В длину самая крупная известная самка индского дельфина достигала 2,38 м, самый крупный самец — 2,41 м. Свидетельств полового диморфизма нет; не исключено, однако, что их отсутствие может быть обусловлено недостаточным количеством изученных образцов. Новорожденный дельфин достигает 60—70 см в длину.

Механизм эхолокации: дельфин непроизвольно отправляет щелчки определённой частоты и продолжительности, которые, отражаясь от предметов, дают животному информацию об окружающей его среде

Индский дельфин почти слеп: он не может воспринимать предметы и их формы, но способен различать свет и направление, откуда тот исходит. У дельфина нет глазных мышц и соответствующих им нервов, а его зрительный нерв тонок как нить. Глаз представлен радужкой с подвижным зрачком и сильно расслоённой сетчаткой. Утрата полноценного зрения является примером регрессивной эволюции; вероятно, причиной слепоты послужили крайне мутные воды Инда. Индский дельфин ориентируется в пространстве и охотится с помощью эхолокации, издавая свои звуки-щелчки практически постоянно. Частота его эхолокационных сигналов может достигать до 200 кГц.
Продолжительность жизни составляет около 30 лет.

### Диагноз
Череп индского дельфина отличается от черепа гангского отсутствием выступа на лобном шве над носовыми костями и за верхнечелюстными гребнями (см. илл.). У индского дельфина, в отличие от гангского, иногда может иметься более 33 зубов в верхних зубных рядах. Кроме того, индский дельфин обладает тремя уникальными гаплотипами митохондриальной ДНК, в которых зафиксировано пять отличий от гаплотипов гангского дельфина.

## Распространение

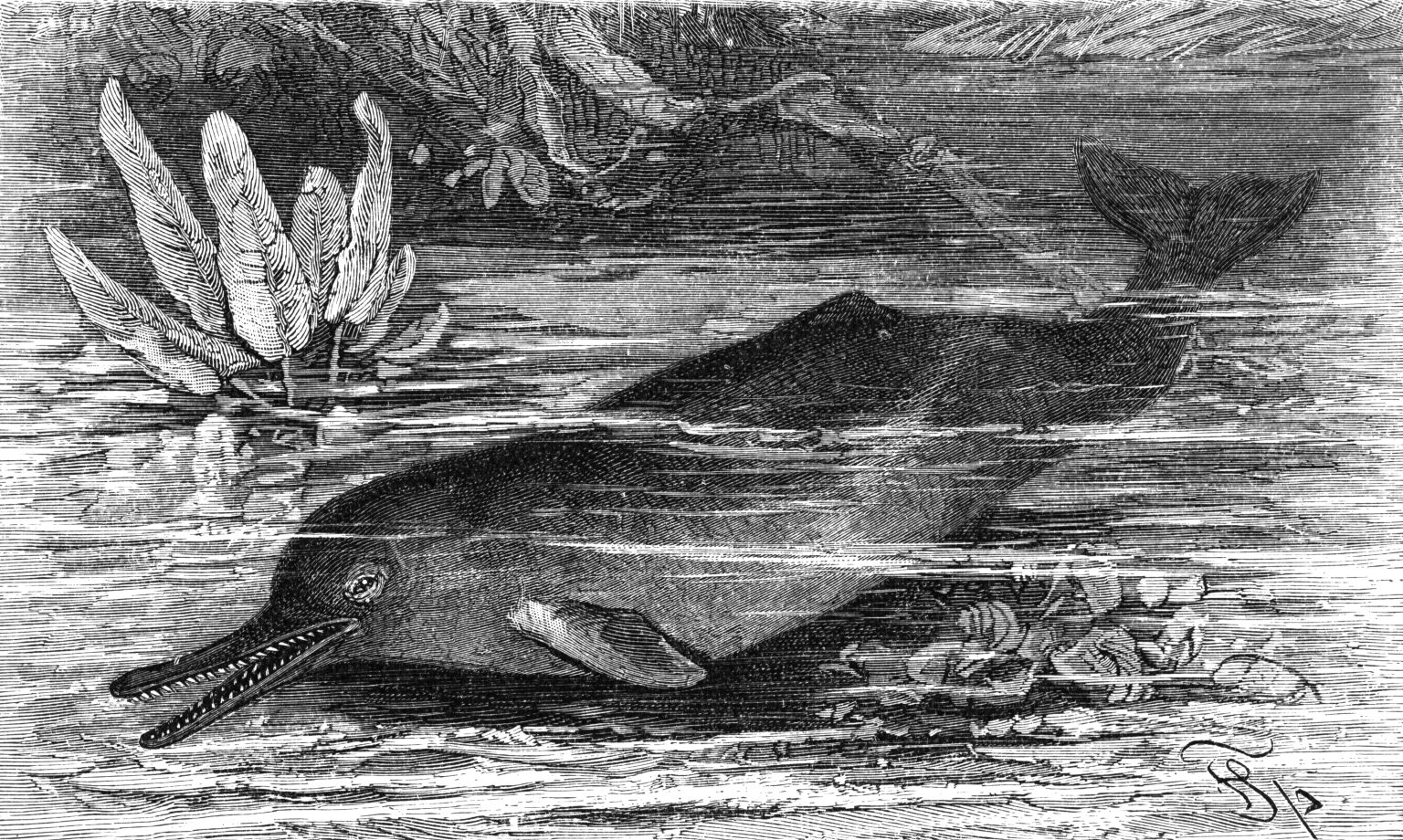
Индский дельфин на иллюстрации Фридриха Шпехта (1927)

Индский дельфин эндемичен для речной системы Инда. В 1870-х годах шотландский зоолог Джон Андерсон задокументировал ареал индского дельфина на тот момент. Вид встречался по всему Инду от его дельты до предгорий Гималаев в Калабаге. Дельфин обитал в каждом из пяти крупных притоков Инда: Джелам, Ченаб, Рави, Биас и Сатледж. По современным оценкам, в то время он был распространён на протяжении 3 500 км по свободному течению Инда. 
Примерно в 1880-х—1970-х годах было начато строительство 17 ирригационных заграждений в системе нижнего Инда. Среда обитания индского дельфина оказалась фрагментирована, а уровень воды заметно снизился, в результате чего площадь ареала вида уменьшилась примерно на 80% от площади до строительства. Линейная протяжённость ареала в 1870-х гг. составляла около 3400 км по Инду и притокам, тогда так в настоящее время — примерно 690 км по основному водотоку Инда между плотинами Чашма и Суккур в провинциях Синд, Пенджаб и Хайбер-Пахтунхва. Небольшие субпопуляции дельфинов встречаются ниже по течению от плотины Суккур и в реке Биас в Индии.
Сейчас популяция в р. Инд разделена на 3—5 субпопуляций между плотинами Чашма и Таунса, Таунса и Гудду, Гудду и Суккур. Плотность популяции по данным на 2001 г. составляла:
- 3,6 особей/км в заповеднике Синда между плотинами Гудду и Суккур (602 особи),
- 0,74 особей/км между плотинами Гудду и Таунса (259 особи),
- 0,28 особей/км между плотинами Таунса и Чашма (84 особи).

2 дельфина были замечены выше плотины Чашма и 18 — ниже плотины Суккур.
Большее количество дельфинов в нижнем течении Инда, вероятно, объясняется односторонней миграцией, когда дельфины во время сезона дождей свободно проходят через открытые затворы плотин, однако сильное течение препятствует их возвращению вверх по реке. Таким же образом дельфины проходят сквозь регулирующие затворы ирригационных каналов. В результате численность дельфинов на нижних (и наиболее загрязнённых) участках реки растёт, тогда как в верховьях она сокращается. Дельфины также попадают в ловушки в ирригационных каналах и гибнут во время их планового осушения. С января 2000 г. по декабрь 2002 г. из каналов возле плотины Суккур было спасено 34 дельфина.

## Природоохранный статус
Индский дельфин занесён в Красную книгу МСОП, где ему присвоен статус вымирающего вида. Внесён в Приложение I СИТЕС. Природоохранные мероприятия, проводимые правительством Пакистана, позволили увеличить численность вида, которая в 1975 году оценивалась всего в 450—600 голов. В 2001 г. Всемирный фонд дикой природы насчитал 1 200 особей индских дельфинов, в 2017 г. — 1 816 особей.
Как и в случае с большинством других китообразных, существенную опасность для индского дельфина представляют рыболовные снасти. В местах обитания вида активно ведётся вылов рыбы, и дельфины часто запутываются в сетях, особенно на оросительных каналах. Ранее для проведения рыбной ловли рыбаки должны были сдавать около 75% улова подрядчику. В 2007 году была разработана новая система, по которой любой рыбак может приобрести платную лицензию. В результате, на реке увеличилось количество неквалифицированных рыбаков, что, в свою очередь, способствовало повышению смертности дельфинов. Наивысшая смертность пришлась на 2011 год, когда было зарегистрировано 45 смертей, по большей части связанных с запутыванием в рыболовных сетях.
Одну из угроз для дельфинов представляют ирригационные заграждения, которые удерживают проточную воду и подводят её в разветвленную сеть оросительных каналов. Забор воды привёл к сильной фрагментации среды обитания. Кроме того, индские дельфины часто проникают в сеть каналов и, когда канал с дельфинами закрывается на обслуживание, те резко оказываются на мели. С 1992 года действует поддерживаемая WWF Пакистана и Sindh Wildlife программа, нацеленная на спасение дельфинов и перенос их в основной поток реки.
Шумовые помехи от судов и производственной деятельности нарушают нормальную жизнедеятельность дельфинов, в частности, ориентацию в пространстве, поиск пищи, общение. Особенно громкий шум может спровоцировать полную или временную потерю слуха. 
В некоторых случаях суда сталкиваются с дельфинами, что приводит к травмам и/или гибели последних.
Поскольку индские дельфины имеют высокую продолжительность жизни и находятся на вершине местной пищевой цепи, они накапливают в своём организме многочисленные поступающие в речную систему Инда загрязняющие химические вещества. Эти вещества представляют опасность для иммунной и репродуктивной систем дельфинов; помимо этого, жертвами загрязнения становятся рыбы — основная добыча дельфинов.
Некоторые коренные общины ранее охотились на индских дельфинов ради их мяса, которое шло в пищу или использовалось в качестве приманок для рыб, а также для добычи жира, применявшегося для освещения и в традиционной медицине (в частности, как афродизиак). Принятие мер охраны на законодательном уровне и создание Заповедника индских дельфинов в Синде в 1970-х годах способствовали прекращению охоты. В настоящее время нет доказательств того, что коренные жители продолжают охотиться на индских дельфинов.